# 酒井夏海
酒井夏海（日语：／ Sakai Natsumi，2001年6月19日—），生于埼玉县，日本女子游泳运动员，擅长仰泳。她是Swim南越谷俱乐部的成员。酒井在幼儿园时受其哥哥的影响开始练习游泳，她当时很喜欢潜水。
2016年4月，刚升入中学三年级的酒井参加了日本游泳锦标赛，比赛期间，她以1分0秒12刷新了女子100米仰泳全国中学生纪录，达到2016年里约奥运女子4×100米混合泳接力仰泳棒次的参赛资格标准成绩，成功入选该届奥运日本游泳队阵容，并成为20年来首位获得奥运游泳资格的日本中学生（前一位是参加1996年亚特兰大奥运的青山绫里）。
2018年3月，她获得平成29年度（2017年度）埼玉县体育奖。2018年8月，她参加印尼雅加达举办的亞洲運動會游泳比賽。她在女子50米仰泳项目中，以27秒91获得第三。